# 渡部政鬼
渡部 政鬼（わたなべ まさき、1898年〈明治31年〉10月25日 - 没年不明）は、大正から昭和時代前期の台湾総督府官僚。

## 経歴
福島県河沼郡千咲村大字大田賀（現喜多方市高郷町大田賀）に生まれる。1917年（大正6年）渡台し、台湾総督府民政部地方部雇となり、1920年（大正9年）5月、台湾総督府施行普通試験に合格し、同年11月、府属に転じる。
1938年（昭和13年）8月まで内務局に勤務し、同月基隆市助役に転じ、1939年（昭和14年）11月、台南州斗六郡守を経て、1942年（昭和17年）4月、台中州大甲郡守に就任した。
戦後は、喜多方市議会事務局長を務めた。